# 안주르 이스모일로프
안주르 후사노비치 이스모일로프(우즈베크어: Anzur Husanovich Ismoilov, 러시아어: Анзу́р Хуса́нович Исмаи́лов 안주르 후사노비치 이스마일로프[*], 1985년 4월 21일~), 또는 안주르 후산 오글리 이스모일로프(우즈베크어: Anzur Husan o'g'li Ismoilov)는 우즈베키스탄의 축구 선수로 포지션은 수비수, 미드필더이다. 현재 우즈베키스탄 프로리그의 PFC 로코모티프 타슈켄트 소속으로 활동하고 있다.

## 선수 경력

### 클럽
솔리크치 유소년팀 출신으로 2001년 디나모 사마르칸트에서 프로에 데뷔한 후 2002년부터 2003년까지 트락토르 타슈켄트에서 활동하다가 2003년 우즈베키스탄 슈퍼리그 최강팀인 파흐타코르 타슈켄트로 이적하여 2009년까지 팀의 주축 수비수로 활약하며 리그 5연패, 우즈베키스탄컵 5연패, 2007년 CIS컵 우승, 2008년 CIS컵 준우승, 2002-03년 AFC 챔피언스리그와 2004년 AFC 챔피언스리그 4강 진출 등에 힘을 실어줬다.
이후 2009년 FC 부뇨드코르로 이적한 뒤 2011년까지 활동하다가 2011년 중국 슈퍼리그의 창춘 야타이로 이적하여 2018년까지 8시즌동안 리그 193경기 14골의 맹활약을 펼쳤으며 2018년 파흐타코르의 지역 라이벌팀인 로코모티프 타슈켄트로 이적 후 우즈베키스탄 슈퍼리그 우승, 2019년 우즈베키스탄 슈퍼컵 우승을 맛보았다.
그 뒤 2020년 파흐타코르 이적을 통해 11년만에 친정팀으로 전격 복귀한 후 팀의 리그 2연패(2020, 2021), 2020년 우즈베키스탄컵 우승, 2021년 우즈베키스탄컵 준우승에 기여했으며 2021 시즌을 마치고 FC AGMK로 이적했다.

### 국가대표팀
2007년 우즈베키스탄 A대표팀에 첫 발탁된 이후 2019년 은퇴할 때까지 12년동안 국제 A매치 통산 101경기 3골의 기록을 남기며 2011년 AFC 아시안컵 4위, 2014년 FIFA 월드컵 아시아 지역 예선 플레이오프 진출에 이바지했고 특히 요르단과의 플레이오프 2차전에서 A매치 데뷔 6년만에 첫 골을 신고했으나 승부차기에서 결정적인 실축을 저지르면서 대륙간 플레이오프 진출이 좌절되었다.

## 수상

### 클럽
파흐타코르 타슈켄트
- 우즈베키스탄 슈퍼리그 : 우승 (2003, 2004, 2005, 2006, 2007, 2020, 2021)
- 우즈베키스탄컵 : 우승 (2003, 2004, 2005, 2006, 2007, 2020), 준우승 (2008, 2021)
- AFC 챔피언스리그 : 4강 (2002-03, 2004)
- CIS컵 : 우승 (2007), 준우승 (2008)

로코모티프 타슈켄트
- 우즈베키스탄 슈퍼리그 : 우승 (2018)
- 우즈베키스탄 슈퍼컵 : 우승 (2019)

### 국가대표팀
우즈베키스탄
- AFC 아시안컵 : 4위 (2011)

## 같이 보기
- A매치 100경기 이상 출전한 축구 선수 명단